# Instituto Hidrográfico do Reino Unido
O Instituto Hidrográfico do Reino Unido (UKHO), (em inglês) United Kingdom Hydrographic Office, é uma agência executiva no ámbito do Governo do Reino Unido cuja missão é responder às necessidades nacionais, civis e de defesas fornecendo informação sobre navegação e hidrografia. O UKHO está localizado em Taunton, Somerset, na avenida Admiralty e possui cerca de 1 000 pessoas nos seus quadros.
Fornecem cartas náuticas dos oceanos e portos do mundo para suporte à navegação mundial, incluindo a Marinha Real Britânica.
Publicam entre outros, as Listas de Luzes e Sinais de Nevoeiro do Almirantado, (em inglês) Admiralty List of Lights and Fog Signals, cobrindo o mundo todo.

## Listas de Luzes do Almirantado
Fornecem listagens de todos os faróis, navios faróis, e boias iluminadas (acima de 8 metros em altura), sinais de nevoeiro e luzes com importância para a navegação.
Estão divididas em 12 volumes:
- Volume A - Ilhas Britânicas e costa norte de França
- Volume B - Lados sul e orientais do Mar do Norte
- Volume C - Mar Báltico
- Volume D - Oceano Atlântico Oriental, Oceano Índico Ocidental e Mar Arábico
- Volume E - Mediterrâneo, Mares Negro e Vermelho
- Volume F - Oceano Indico NE, sul da China e Mares do Arquipélago E e parte W das Filipinas, China E e Mar Amarelo.
- Volume G - Lado W do Oceano Atlântico Sul e Oceano Pacífico Leste
- Volume H - Costa norte e oriental do Canadá
- Volume J - Lado ocidental o Oceano Atlântico Norte
- Volume K - Oceanos Índico e Pacífico, a sul do Equador
- Volume L - Mares do Norte
- Volume M - Lado ocidental do Oceano Pacífico Norte[2]